# Auriane Mallo
Auriane Mallo (Lione, 11 ottobre 1993) è una schermitrice francese, specialista della spada.

## Palmarès
- Olimpiadi

Parigi 2024: argento nella spada individuale e a squadre.
- Europei

Torun 2016: argento nella spada a squadre.
Tbilisi 2017: oro nella spada a squadre.
Novi Sad 2018: oro nella spada a squadre.
Adalia 2022: oro nella spada a squadre.
Basilea 2024: argento nella spada individuale, bronzo nella spada a squadre.